# Boffalora sopra Ticino
Boffalora sopra Ticino település Olaszországban, Lombardia régióban, Milánó megyében. Lakosainak száma 4107 fő (2023. január 1.). Boffalora sopra Ticino Bernate Ticino, Cerano, Magenta, Marcallo con Casone és Trecate községekkel határos.

## Népesség
A település népességének változása:
| Lakosok száma | 4174 | 4113 | 4127 | 4107 |
|               | 2013 | 2017 | 2018 | 2023 |